# Filipendula stepposa
Filipendula stepposa är en rosväxtart som beskrevs av Juzepczuk. Filipendula stepposa ingår i släktet älggrässläktet, och familjen rosväxter. Inga underarter finns listade i Catalogue of Life.